# Thompsonova vojna
Thompsonova vojna je bila zgodnja konfrontacija ameriške revolucionarne vojne med milico patriotov pod vodstvom Samuela Thompsona in lojalisti, ki jih je podpirala ladja HMS Canceaux. Konfrontacija se je končala brez smrtnih žrtev, vendar je pet mesecev kasneje izzvala povračilno akcijo požig Falmoutha. Falmouth je danes znan kot Portland, Maine, vendar je bil Maine takrat del Massachusettsa.

## Ozadje
Lastnik gostilne v Brunswick, Maine, Samuel Thompson je bil izvoljen v odbor izvoljenih predstavnikov Brunswicka leta 1768, 1770 in 1771. Leta 1774 je bil izvoljen za poveljnika milice Brunswicka in je vodil lokalni izvršilni odbor za Kontinentalno združenje, ki ga je ustanovil Prvi kontinentalni kongres za bojkot vseh dobrin iz Velike Britanije. Kontinentalno združenje je 2. marca 1775 poskušalo uveljaviti bojkot proti ladji, naloženi z jadri, vrvmi in opremo za lojalističnega ladjedelca kapitana Samuela Coulsona iz Portlanda, tako da je zahtevalo, da ladja za dostavo zapusti pristanišče. Coulson je zahteval odložitev, medtem ko je angleška jadrnica dokončala potrebna popravila po čezatlantskem potovanju. HMS Canceaux je bila poslana iz Bostona, medtem ko so potekala popravila in po njenem prihodu 29. marca je Coulson začel razkladati svoje britanske dobrine pod zaščito britanske vojaške ladje. Bitki pri Lexingtonu in Concordu sta se zgodili 90 milj (150 km) južneje, medtem ko je Canceaux ležala zasidrana v zalivu Casco. Ko je novica o bitki 21. aprila dosegla Brunswick, je milica Brunswicka načrtovala zajetje Canceaux.

## Mobilizacija milice
Petdeset pripadnikov milice Brunswicka, ki so nosili smrekovo vejico v klobukih kot del uniforme, je skrivaj prispelo v Portland z majhnimi čolni, ki so nosili smreko z odstranjenimi spodnjimi vejami kot bojno zastavo. Canceaux je bila pripravljena preprečiti vkrcanje majhnih čolnov; vendar je Thompsonova milica 9. maja 1775 zajela kapitana vojaške ladje, poročnika Henryja Mowata, medtem ko je bil na kopnem in urejal cerkvene službe za svojo posadko. Prvi poročnik na krovu Canceaux je izstrelil dva topovska pozdrava (smodnik brez krogle) proti Portlandu in zagrozil, da bo obstreljeval Portland, če kapitan ne bo izpuščen. Šeststo pripadnikov milice iz okoliških skupnosti se je zbralo, medtem ko so prebivalci Portlanda pogajali, da bi preprečili, da bi njihova skupnost postala bojišče. Mowatu je bilo dovoljeno, da se vrne na svojo ladjo, vendar je bila njegova zahteva po aretaciji Thompsona zavrnjena, in zbrana milica je prisilila Canceaux, da je 15. maja zapustila pristanišče.

## Posledice
Razočarani pripadniki milice so svojo frustracijo izrazili z ropanjem domov Coulsona in lojalističnega šerifa Tynga, preden so se vrnili v svoje notranje skupnosti. Novica o Thompsonovem poskusu je mesec dni kasneje spodbudila pripadnike milice Machias, Maine, da so zajeli britansko oboroženo škuno Margaretta v bitki pri Machiasu. Mowat je oktobra pripeljal Canceaux nazaj v Portland, da bi zanetil požare, ki bi prebivalce Portlanda pustili brezdomce, ko se je bližala zima. Predstavniški dom Massachusettsa je 8. februarja 1776 povišal Samuela Thompsona v brigadirja milice Cumberland okrožju, Maine, v priznanje njegove pobude po bitki pri Lexingtonu in Concordu; in smreke, ki so jih nosili njegovi možje, so navdihnile sprejetje Zastava borovca kot pomorske zastave Massachusettsa aprila 1776. Thompson se je leta 1783 preselil v Topsham, Maine in je bil redno izvoljen v Generalno sodišče Massachusettsa do svoje smrti leta 1798 v starosti 63 let. Thompson je del svojega pomembnega nepremičninskega premoženja podaril kolidžu Bowdoin, ko je bila šola ustanovljena leta 1794.